# 佩蒂岩
佩蒂岩（英語：Petty Rocks），是南極洲的岩石，位於葛拉漢地的法利埃海岸，處於薩恩斯角東南面6公里的比古爾丹灣西部，在1936年由英國探險隊測量，現時由南極條約體系管理。